# Helicteroideae
Helicteroideae es una subfamilia de fanerógamas perteneciente a la familia Malvaceae, con 2 tribus: Durioneae y Helictereae y 8 géneros:
- Durio - Helicteres - Mansonia - Neesia - Neoregnellia - Reevesia - Triplochiton - Ungeria